# Heinz Mehlhorn
Heinz Mehlhorn (* 30. September 1944 in Aussig, Reichsgau Sudetenland) ist ein deutscher Zoologe und Parasitologe.

## Leben
Heinz Mehlhorn wurde 1944 in Aussig an der Elbe geboren. Er studierte Biologie, Germanistik und Chemie für das Lehramt an der Universität Bonn und schloss dieses Studium 1969 mit dem Staatsexamen ab. 1971 hatte er im Fachgebiet Biologie/Parasitologie bei Professor Gerhard Piekarski in Bonn über den Lebenszyklus und die Bekämpfung des Hühnerparasiten Eimeria maxima promoviert. 1972 hielt er sich als Hochschulassistent in Frankreich und den USA auf.
1974 nahm er einen Ruf an die Universität Düsseldorf an. Als Assistent von Werner Peters habilitierte er sich dort 1975 über das Ostküstenfieber bei Rindern. 1977 ernannte man ihn am Zoologischen Institut II der Universität Düsseldorf zum Professor und wissenschaftlichen Rat. 1983 erhielt er einen Ruf an die Ruhr-Universität Bochum, wo er den Lehrstuhl für Spezielle Zoologie und Parasitologie besetzte. 1987 nahm er eine Gastprofessur in Japan wahr. 1995 wechselte er als C4-Professor wieder nach Düsseldorf und wurde an der Heinrich-Heine-Universität Institutsleiter der Zoologie II. 2009 wurde er dort in den Ruhestand verabschiedet.

## Wirken
Heinz Mehlhorns Hauptarbeitsgebiete sind Untersuchungen zur Feinstruktur und den Lebenszyklen parasitischer Organismen und die Entwicklung von Medikamenten gegen Parasiten. Er schrieb (als alleiniger Autor oder als Mitautor) 41 Bücher in vier Sprachen, verfasste über 300 weitere Fachpublikationen und entwickelte 22 Patente zu neuen Medikamenten gegen Parasiten. Des Weiteren gründete er zusammen mit einigen Fachkollegen die Firma Alpha Biocare, die sich mit der Diagnostik, Vorbeugung und Therapie von Parasitosen bei Mensch und Tier befasst.
Etliche Jahre lang hatte Mehlhorn die Herausgeberschaft der Zeitschrift Parasitology Research inne. Im Jahr 2001 wurde er in die Nordrhein-Westfälische Akademie der Wissenschaften und der Künste berufen. Eines seiner vielen Ämter war das des Weltpräsidenten der Parasitologischen Gesellschaften.
In den öffentlichen Medien, in denen er öfter als Experte auftritt, ist Mehlhorn auch als Deutschlands „Parasitenpapst“ bekannt.

## Schriften (Auswahl)
- H. Mehlhorn, D. Düwel, W. Raether, Diagnose und Therapie der Parasitosen von Haus-, Nutz- und Heimtieren. Stuttgart, 2. Aufl. 1993.
- H. Mehlhorn, Grundriß der Zoologie. Stuttgart, 2. Aufl. 1995.
- H. Mehlhorn, D. Eichenlaub, T. Löscher und W. Peters. Diagnose und Therapie der Parasitosen des Menschen. München, 2. Aufl. 1995.
- H. Mehlhorn, Zecken, Milben, Fliegen, Schaben. Schach dem Ungeziefer. Berlin, 3. Aufl. 1996.
- H. Mehlhorn (Hrsg.), Encyclopedic references in Parasitology. Bde. 1 und 2. New York 2001.
- H. Mehlhorn, Gerhard Piekarski, Grundriss der Parasitenkunde, Heidelberg, 6. Aufl. 2002.
- Johannes W. Grüntzig, Heinz Mehlhorn: Robert Koch. Seuchenjäger und Nobelpreisträger, Spektrum Akademischer Verlag, Heidelberg, 2010, ISBN 978-3-8274-2710-6.